# Прстенаста галаксија
Прстенаста галаксија је галаксија која по свом облику подсећа на прстен. Прстен галаксије се састоји од огромних, релативно младих плавих звезда које су изузетно сјајне. Централна област садржи релативно мало сјајне материје. Астрономи мисле да прстенасте галаксије настају када мања галаксија прође кроз средиште веће галаксије. Пошто се галаксија већим делом састоји од празног простора, овај „судар“ ретко доводи до неког стварног судара међу звездама. Ипак, гравитациони поремећаји које би такав догађај проузроковао би могли да изазову талас формирања звезда који би прошао кроз већу галаксију.
Хоагов објекат, који је Арт Хоаг открио 1950. године, представља пример прстенасте галаксије.